# جو واربريك
جو واربريك (بالإنجليزية: Joe Warbrick)‏ (و. 1862 – 1903 م) هو لاعب اتحاد الرغبي، ومرشد سياحي نيوزلندي، ولد في روتوروا، بدأ مشواره المهني سنة 1877، مركز لعبه هو ظهير ‏، توفي في Waimangu Geyser ‏، عن عمر يناهز 41 عاماً.